# Collaboration en Europe
La collaboration en Europe est le soutien apporté dans différents pays occupés aux forces d'occupation du Troisième Reich dans le contexte de la domination de l'Allemagne nazie sur un certain nombre de pays européens au cours de la période 1940-1945. Cela a pu se faire par le biais de gouvernements en place, comme en Norvège ou en France, d'administrations obéissant aux autorités d'occupation nazies, de partis politiques et de journaux favorables aux nazis, ou encore d'initiatives privées (dans l'entreprise, le monde de l'art et du spectacle, etc.).
Le collaborationnisme va au-delà de l'acte de la collaboration. Ce terme désigne le soutien de principe, l'apologie et la promotion de la collaboration sur tous les plans, y compris l'alliance militaire. Il comporte une adhésion idéologique aux formes locales ou allemande de nazisme.

## Différents types
Selon Werner Rings (de), sociologue originaire de Suisse, il existe différents types de collaborations.

### Collaboration neutre
Le collaborateur dit : « j'accepte que la vie continue. En toute connaissance, et parce que c'est mon intérêt, je travaille directement ou indirectement pour la puissance occupante, sans pour autant adhérer aux principes politiques et idéologiques du National-Socialisme. Mon attitude est dictée par des circonstances qui échappent à mon pouvoir. La seule alternative serait la banqueroute, le chômage, la famine, le chaos et la ruine. Dans la mesure de mes moyens, je veux survivre à la guerre et à la défaite de mon pays ».
L'auteur Werner Rings place dans cette catégorie l'action des administrations de pays comme la Belgique et les Pays-Bas dont les gouvernements se sont réfugiés au Royaume-Uni. Il range aussi la collaboration économique des pays comme la France ou le Danemark. En principe, le vainqueur peut imposer tout ce qu'il veut, au besoin par la force, mais il sait aussi qu'un pays pacifique et conciliant est plus facile à diriger et plus productif qu'un pays en révolte. D'après Rings, c'est pour cette raison que l'Allemagne reconnaît la souveraineté et la neutralité de la France et du Danemark qui conservent un gouvernement.
Pour Rings, non seulement les industriels qui font des affaires avec les occupants pratiquent une « collaboration neutre », mais également, à leur niveau, les travailleurs qui partent gagner leur vie en Allemagne.

### Collaboration inconditionnelle
Le collaborateur inconditionnel dit : « je joins mes forces à celles de l'occupant parce que j'approuve ses principes et son idéal. Mon attitude n'est pas le fruit des circonstances, mais la conséquence d'une allégeance au National-Socialisme. Je suis prêt à faire des sacrifices pour la puissance occupante aussi longtemps que je pourrai servir notre cause commune ».
C'est typiquement l'attitude de Vidkun Quisling qui s'installe au pouvoir en Norvège en 1942. Dans tous les pays occidentaux, on vit apparaître ce que Rings appelle des « Hitler en miniature » et qui auraient pu ou auraient voulu jouer le même rôle que Quisling, mais que les Allemands ne mettent pas au pouvoir. C'est le cas d'Anton Mussert aux Pays-Bas et de Frits Clausen au Danemark. Quisling, Mussert et Clausen sont les chefs de partis nazis locaux et peuvent se revendiquer authentiquement nazis parce qu'ils sont considérés comme proches de la race allemande par les nazis allemands. Dans les autres pays, il y a également des partis très proches du nazisme et qui voudraient que leurs pays deviennent de vrais alliés des Allemands. On les appelle généralement des « collaborationnistes ».
Parmi les collaborationnistes, on peut citer la Ligue national flamande (VNV) de Staf De Clercq, le parti rexiste de Léon Degrelle en Wallonie, le Rassemblement national populaire de Marcel Déat et le Parti populaire français de Jacques Doriot, ou le Parti national breton.
D'après Rings, aucun de ces leaders qu'il soit un pur nazi ou simplement un fasciste n'a jamais obtenu la confiance d'Hitler. Seule exception, Bronislaw Kaminski, bien que Russe, bénéficie de la pleine confiance des occupants dans sa république de Lokot, près de Briansk.

### Collaboration conditionnelle
Le collaborateur conditionnel dit : « je coopère avec la puissance occupante bien que je n'approuve que certains des aspects de la doctrine nazie. Avec réserve, je suis prêt à collaborer fidèlement parce que je veux changer les circonstances qui m'ont conduit à cette attitude ».
Selon Rings, la collaboration conditionnelle est la politique officielle de la France de Vichy et le gouvernement Danois la pratique partiellement. En octobre 1940, Pétain propose une collaboration qu'Hitler n'avait pas réclamée. Dans un discours radiodiffusé, il explique aux Français, « … pour maintenir l'unité française…, dans le cadre d'une activité constructive du nouvel ordre européen, que j'entre aujourd'hui dans la voie de la collaboration. Ainsi, dans un avenir prochain, pourrait être allégé le poids des souffrances de notre pays, amélioré le sort de nos prisonniers, atténuée la charge des frais d'occupation Ainsi pourrait être assouplie la ligne de démarcation et facilités l'administration et le ravitaillement du territoire. »
Pour Rings, l'attitude d'Andreï Vlassov, fondateur du Comité russe de libération et de l'Armée russe de libération, ressortit également à la « Collaboration conditionnelle ».

### Collaboration tactique
Le collaborateur tactique dit : « J'accepte de collaborer malgré mon hostilité vis-à-vis du National-Socialisme et de l'Allemagne nazie. Je le fais pour un certain nombre de raisons : libérer le pays du joug étranger et recouvrer ma liberté, éviter, autant que possible, le massacre de masse de gens innocents, … la collaboration dissimule la résistance et une forme de combat ».
Pour illustrer cette forme de collaboration, Rings cite l'exemple d'employés de chemin de fer qui pouvaient faire circuler des trains le jour et pratiquer le sabotage la nuit. Un autre exemple de cette sorte de collaboration survient en janvier 1941, après que les Allemands ont menacé de bloquer l'approvisionnement en charbon du Danemark, ce dernier acceptant de livrer des vedettes lance-torpille mais après les avoir rendu pratiquement inutilisables. Une telle attitude a également été celle du président Emil Hácha de Bohême-Moravie, qui continue en 1939 de rester en contact avec Edvard Beneš, réfugié à Londres.
D'après Rings, certains groupes ou organisations sont amenés à pratiquer la collaboration tactique : les consistoires juifs, pour gagner du temps, les partis communistes avant juin 1941, pour exister politiquement. Parfois également, certains groupes de résistants sont amenés à négocier avec l'occupant : Tito, en mars 1943, pour un échange de prisonniers, les Tchetniks, de façon beaucoup plus répétée, aussi bien avec les Allemands qu'avec les Italiens. En France, en 1944, l'Organisation civile et militaire de Bordeaux, accepte de livrer aux Allemands 45 tonnes d'armes parachutées depuis Londres en échange de la libération de 300 prisonniers. En avril 1942, juste après son évasion, le général Henri Giraud accepte de rencontrer Otto Abetz mais refuse les propositions qui lui sont faites.
Rings souligne que sous la pression des évènements, la collaboration tactique ne peut pas durer longtemps : bien vite, le gouvernement d'Hácha, président de la Tchécoslovaquie, puis du protectorat de Bohême-Moravie de 1939 à 1945, doit passer de la collaboration tactique à la collaboration conditionnelle puis inconditionnelle à partir de l'été 1940. Les partis communistes passent à la Résistance à partir de juin 1941, et même au Danemark, la collaboration prudente du gouvernement danois doit prendre fin en août 1943, lors de sa dissolution.

## Pays occupés par l'Allemagne

### Belgique
En Belgique, le gouvernement Hubert Pierlot part en exil à Londres, en désaccord avec la capitulation décidée le 28 mai 1940 par Léopold III. Le roi se considère prisonnier de guerre, mais sans apporter son soutien au gouvernement en exil. Divisant pour mieux régner, les Allemands essaient de susciter le collaborationnisme des Flamands en pratiquant la Flamenpolitik, tout en s'ingéniant à opposer ce mouvement aux Rexistes Wallons de Léon Degrelle.

### France
En France, la politique de collaboration est mise en place par le maréchal Pétain sous l'occupation allemande, pendant la Seconde Guerre mondiale. C'est Pétain lui-même qui lance ce terme dans son discours radiodiffusé du 30 octobre 1940, où il invite les Français à collaborer avec l'ennemi. Mais Hitler, qui tient la France pour une puissance devenue secondaire, ne cherche pas à entraîner la France dans une guerre aux côtés de l'Allemagne. Malgré leurs divergences, les dirigeants allemands veulent avoir pour interlocuteur un pouvoir légal et reconnu comme légitime par la majorité de la population afin de mener l'exploitation du pays à moindre frais. Yves Durand oppose, dans les projets d'Hitler, la France à un pays comme la Norvège : « Pour Hitler lui-même, la France n'est ni un partenaire racial, ni un partenaire central dans le pays où il a engagé l'Allemagne ». Pétain et la majorité des forces vichystes admettent qu'ils peuvent collaborer avec l'occupant. En croyant préserver les intérêts de la France, ils servent mieux les intérêts de l'Allemagne que n'auraient pu le faire des fascistes déclarés.

### Grèce
En Grèce, Hitler nomme premier ministre le 30 avril 1941 Georgios Tsolakoglou. Les autres dirigeants collaborateurs grecs sont des civils qui composent le gouvernement pro-Nazi, tels Konstantínos Logothetópoulos et Ioánnis Rállis.

### Luxembourg
La collaboration au Luxembourg a notamment fait l'objet d'un ouvrage de Vincent Artuso (lb), paru en 2013.

### Norvège
Vidkun Quisling, chef du parti nazi local Nasjonal Samling, tente dès le début de l'occupation de diriger un gouvernement pro-allemand, mais la résistance norvégienne dissuade les Allemands de l'imposer. Après une période d'administration militaire directe, Quisling revient finalement au pouvoir en 1942, dirigeant le gouvernement collaborateur norvégien. Le nom de Quisling devient ensuite une insulte, servant pendant la guerre à désigner les dirigeants collaborateurs ; l'expression est toujours en usage dans les langues anglaise et scandinaves.

### Pologne

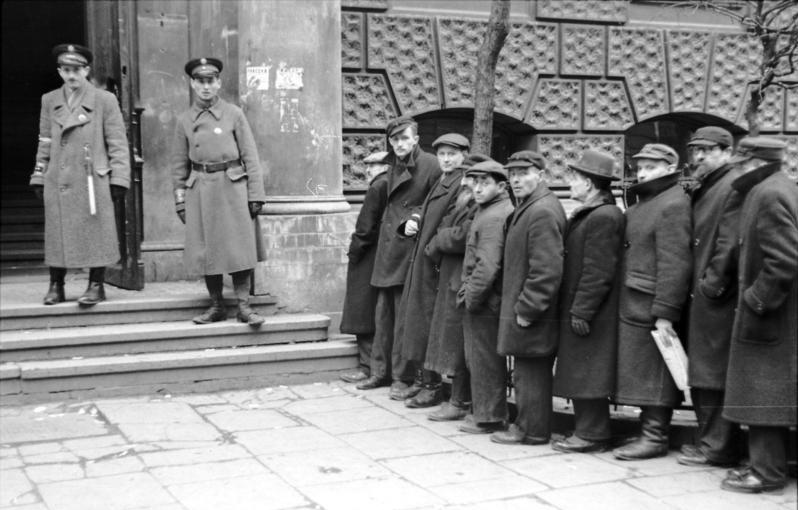
La police juive du ghetto de Varsovie.

### Tchécoslovaquie
La Tchécoslovaquie est démembrée en 1939, son territoire étant divisé pour l'essentiel en deux zones : la Bohême-Moravie, protectorat où le président Emil Hácha reste aux affaires, mais sans aucun pouvoir et soumis à des administrateurs militaires allemands, et la Slovaquie, pays indépendant dirigé par Jozef Tiso, qui s'engage activement sur le front de l'Est aux côtés des Allemands.

### Union soviétique
En Union soviétique, dans les zones contrôlées par la Wehrmacht, de nombreuses personnes ont aidé les nouveaux occupants, que ce soit par antistalinisme ou par patriotisme (pour les régions comme les pays baltes annexés en 1940 par l'URSS).

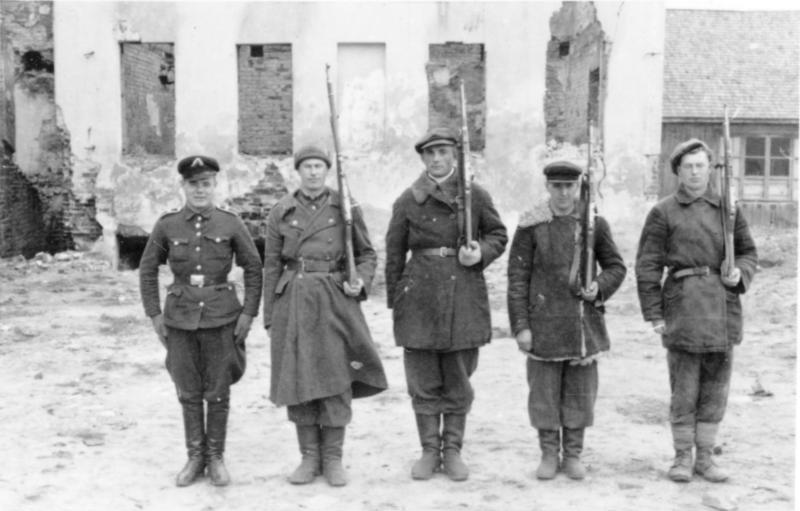
Miliciens collaborateurs biélorusses à Mohilev.

C'est Antony Beevor qui dans son livre Stalingrad paru en 1999, surnomme les soviétiques-collaborateurs les Hiwi.
Andreï Vlassov, général de l'Armée rouge, fait défection après sa capture et constitue une force armée, désignée couramment sous le nom d'Armée Vlassov et destinée à aider les Allemands.

#### Biélorussie
Il y eut des conflits entre les partisans soviétiques et des groupes désireux d'établir des régimes nationaliste en Biélorussie. Quelques groupes de résistance dans les États baltes et en Pologne souhaitaient rétablir les régimes pré-1939. Les Nazis créèrent aussitôt un gouvernement biélorusse, la Rada centrale biélorusse, qui reprenait des principes de la République populaire biélorusse mais en s'appuyant sur un nationalisme exacerbé.
Ce gouvernement était faible et entièrement soumis à Berlin. Il servait surtout à faire appliquer un régime de terreur et de répression. Environ 700 villages furent brûlés, parfois avec leurs habitants, et des milliers de personnes furent tuées ou déportées sous l'administration de la Rada, qui n'avait pas le soutien de la population locale. La Biélorussie était avant la guerre un des pays ayant une des plus grandes diasporas juives, les Juifs biélorusses furent presque totalement décimés dès 1942. Le pays comptait par ailleurs plusieurs ghettos, dont celui de Lakhva, célèbre pour la révolte contre les nazis qui s'y déroula en 1942.

### Yougoslavie
Après l'invasion du pays, l'Axe démembre le territoire du royaume de Yougoslavie et crée plusieurs États indépendants, où les occupants Allemands et Italiens installent des gouvernements collaborateurs en s'appuyant sur les revendications séparatistes locales. Le gouvernement collaborateur serbe, dirigé par Milan Nedić et l'État indépendant de Croatie, dirigé par le chef des Oustachis Ante Pavelić sont ainsi mis en place. La tentative de création d'un Monténégro avorte et les Italiens font de ce territoire un gouvernorat. Une autre partie du territoire yougoslave est divisée en protectorats allemands, italiens, hongrois ou bulgares. Dans ces zones, les occupants utilisent contre la Résistance les services de forces armées comme la Milice volontaire anticommuniste, la Garde nationale slovène ou le Corps russe.

## Pays alliés de l'Allemagne
Le terme de « collaboration » est discuté pour ces pays dont les motivations et situations étaient différentes : certains cherchaient à s'agrandir et leurs gouvernements déjà en place avant-guerre ont délibérément choisi de rejoindre l'Axe (Italie, Hongrie, Bulgarie) : dans ce cas, il s'agit d'une « alliance offensive » et non d'une collaboration ; d'autres cherchaient à récupérer des territoires perdus au profit de l'URSS en application du pacte germano-soviétique (Finlande, Roumanie) : il s'agit d'« alliances de circonstances » ; d'autres ont adhéré à l'Axe à la suite des coups d'État pro-allemands (Roumanie) : dans ce cas c'est une « satellisation » ; d'autres encore ont été militairement occupés par l'Allemagne pour avoir voulu sortir de l'Axe (Italie, Finlande, Hongrie) et dans ce cas le mot « collaboration », au sens de collaboration politique intérieure, devient clairement pertinent pour la période et les territoires concernés ; quatre sur cinq ont fini par se trouver en état de guerre contre l'Allemagne (Italie, Finlande, Roumanie et Bulgarie),.

### Bulgarie
Perdante de la Première Guerre mondiale, la Bulgarie du roi Boris III s'est alliée à l'Allemagne le 19 avril 1941 en raison de ses demandes de révision des traités et frontières de 1918 et de ses revendications territoriales sur la Yougoslavie (Macédoine), la Roumanie (Dobroudja du sud) et la Grèce (Thrace égéenne). La collaboration a été surtout militaire (contre la Yougoslavie et la Grèce) et a peu affecté la politique intérieure, même si le régime était autoritaire. La Bulgarie n'a pas participé à la guerre allemande contre l'URSS mais a mis ses aérodromes à la disposition de la Luftwaffe.
Les juifs bulgares n'ont pas été inquiétés en tant que tels (même si certains ont été déportés, mais pour faits de résistance). En revanche, dans les territoires pris aux pays voisins, notamment à la Grèce, les juifs locaux, tels les Romaniotes grecs, n'ont pas reçu la nationalité bulgare et ont été livrés à l'Allemagne qui les a déportés et exterminés. La Bulgarie rompt son alliance avec l'Allemagne le 6 septembre 1944, lendemain de l'entrée de l'Armée rouge sur son territoire, et rejoint les Alliés le 8 septembre 1944,.

### Finlande
Une clause secrète du Pacte de non-agression plaçait la Finlande dans la sphère d’intérêt politique et militaire soviétique. L'opportunité d'exercer ce droit protocolaire fut donnée après le refus finlandais d’autoriser l'établissement de bases militaires soviétiques dans la Carélie. Moscou dénonce alors le pacte de non-agression signé avec la Finlande en 1932 et déclenche les hostilités militaires 30 novembre 1939. C'est le début de "la guerre d'hiver". À cette date, la Finlande est d'abord soutenue financièrement par les États-Unis, le Royaume-Uni et la France lors de la guerre d'Hiver. Elle cède des territoires lors de la signature du Traité de Moscou en échange de la paix le 12 mars 1940 mais pour les récupérer, elle se trouve cobelligérante avec l'Allemagne à partir du 22 juin 1941 lorsque celle-ci attaque son ancien allié soviétique, épisode connu en Finlande comme étant la guerre de Continuation, faisant suite à la Grande Trêve. La collaboration est exclusivement militaire (contre l'URSS) et n'a pas affecté la politique intérieure, le régime restant démocratique. Les (rares) juifs finlandais n'ont pas été inquiétés. La Finlande rompt son alliance avec l'Allemagne et demande l'armistice à l'URSS le 4 septembre 1944. La Wehrmacht se comporte dès lors comme en pays ennemi, et la Finlande déclare la guerre à l'Allemagne le 4 mars 1945 lors de la guerre de Laponie.

### Hongrie
Grande perdante de la Première Guerre mondiale, la Hongrie de l'amiral Horthy s'est alliée à l'Allemagne le 10 avril 1941 pour faire aboutir les revendications territoriales de sa politique révisionniste (exigeant la révision du traité de Trianon et des frontières de 1918) en Roumanie, Tchécoslovaquie et Yougoslavie. Elle n'obtient que partiellement satisfaction : Hitler n'approuve pas la reconstitution de la Grande Hongrie et, par les deux arbitrages de Vienne, « coupe la poire en deux » en n'accordant à l'Amiral Horthy que la moitié nord de la Transylvanie roumaine, les régions frontalières et Ruthénie tchécoslovaques, et la moitié ouest de la Voïvodine yougoslave (Bačka).
La politique intérieure a suivi celle de l'Allemagne nazie, le régime déjà autoritaire tournant à la dictature militaire. Les juifs hongrois (ou devenus hongrois dans les territoires annexés) ont été exclus de la vie économique et publique, et 75 % d'entre eux ont été livrés à l'Allemagne nazie qui les a déportés et exterminés.
En octobre 1944, alors que les armées soviétiques et roumaines envahissent le pays, l'Amiral Horthy qui envisageait de demander la paix est arrêté par les Allemands. Ferenc Szálasi, chef des Croix fléchées, est imposé à la tête d'un nouveau gouvernement, qui poursuit la guerre jusqu'à la capitulation du 4 avril 1945,,.

### Italie
Le dirigeant italien Mussolini, allié de l'Allemagne depuis le 1er novembre 1936 (Axe Rome-Berlin), est destitué et arrêté Le 25 juillet 1943. Le 12 septembre 1943, Otto Skorzeny le délivre sur ordre de Hitler. Il regroupe autour de lui les fascistes les plus radicaux, réorganisant ainsi le parti fasciste, destitue le roi et proclame la République, dans un contexte de guerre civile et étrangère. Le nouveau régime de la République sociale italienne se met en place dans les territoires contrôlés par les Allemands qui ont envahi l'Italie au cours des mois d'aout et septembre. À partir de ce moment, alors qu'à Rome le gouvernement royal formé par Badoglio signe un armistice le 3 septembre 1943, rejoint les Alliés et déclare la guerre au Reich le 13 octobre 1943, le régime républicain continue la guerre contre les Alliés. Maintenu dans une sujétion renforcée, le régime se voit accorder l'égalité dans les accords qui régissent ses relations avec le Reich, mais il ne se maintient que soutenu par les autorités allemandes, dont il n'est qu'un état fantoche, qui ne contrôle pas tout son territoire nominal, puisque la Résistance ne cesse de gagner du terrain, tandis que les Allemands de leur côté créent deux « zones d'opération » directement administrées par la Wehrmacht dans le nord-est : l’Alpenvorland (actuel Trentin-Haut-Adige) et l’Adriatisches Küstenland (Frioul et Istrie).
Parmi les juifs italiens, 17 % ont été déportés, dont les deux-tiers par la République de Salò. La République sociale italienne prend fin le 27 avril 1945 avec la mort de Mussolini, tué par la résistance italienne,,.

### Croatie
L'État indépendant de Croatie était un régime proclamé le 10 avril 1941 sur une partie du territoire du royaume de Yougoslavie, démembré après son invasion par les forces de l'Axe en 1941. Il englobait la majeure partie de la Croatie et de la Bosnie-Herzégovine actuelles. Le mouvement indépendantiste et fasciste des Oustachis, dirigé par Ante Pavelić est mis au pouvoir par les occupants italiens et allemands. Il instaure d'emblée une dictature meurtrière, persécutant non seulement les Juifs et les Tziganes à l'instar des Allemands, mais également les populations serbes qui font l'objet de massacres à grande échelle. Rapidement, le régime oustachi est confronté à des insurrections, nationaliste serbe d'une part et communiste de l'autre ; jusqu'à la fin du conflit mondial, la Croatie « indépendante » connaît des combats parmi les plus sanglants du théâtre d'opérations yougoslave. L'État indépendant de Croatie cesse d'exister au printemps 1945, et son territoire est réintégré à la Yougoslavie désormais contrôlée par les forces communistes de Tito.

### Roumanie
Gagnante de la Première Guerre mondiale et membre de la Petite Entente, la Roumanie défend les Traités de 1918 : ses frontières sont garanties par la Grande-Bretagne et la France le 13 avril 1939. En septembre 1939, elle permet aux forces polonaises rescapées de rallier les forces britanniques à Alexandrie, mettant sa flotte à leur disposition. Le roi Carol II fait emprisonner les fascistes. Mais l'effondrement de la France, le démembrement de la Roumanie au profit de l'URSS, de la Hongrie et de la Bulgarie, puis le coup d'État du 6 septembre 1940 le contraignent à l'abdication, et le régime du maréchal Ion Antonescu s'allie à l'Axe le 22 juin 1941 pour récupérer les territoires perdus face à l'URSS.
C'est une dictature militaire qui exclut juifs et roms de la vie économique et publique, et extermine 47 % des premiers et 20 % des seconds. Une résistance se met en place. En mars 1944, l'Armée rouge atteint les frontières roumaines, et le 23 août 1944, Antonescu étant arrêté, la Roumanie déclare la guerre à l'Axe (mais les Alliés ne lui accorderont l'armistice que trois semaines après, le 12 septembre),,.

### Documentaires
- Les collaborateurs des nazis (13 épisodes), 2011 :

1. La collaboration croate
2. Pierre Laval
3. Le commando spécial Arajs
4. Vidkun Quisling, le cas de la Norvège
5. Le mufti de Jérusalem
6. Léon Degrelle, du rexisme au nazisme
7. La trahison d'Anton Mussert
8. La collaboration en Lituanie et en Ukraine
9. L'étrange alliance de l'IRA
10. Chain Rumkowski, sauveur ou collaborateur
11. La Finlande ou le prix de la liberté
12. Ioannis Rallis, le déshonneur grec
13. Les soldats juifs d'Hitler